# Formosia engeli
Formosia engeli là một loài ruồi trong họ Tachinidae.